# París-Tours 1999
La París-Tours 1999 fue la 93.ª edición de la clásica París-Tours. Se disputó el 3 de octubre de 1999 y el vencedor final fue el belga Marc Wauters del equipo Rabobank.
Fue la novena cursa de la Copa del Mundo de ciclismo de 1999.

## Clasificación general
|    | Ciclista         | Equipo                         | Tiempo        |
| -- | ---------------- | ------------------------------ | ------------- |
| 1  | Marc Wauters     | Rabobank                       | 6 h 09 min 54 |
| 2  | Gianni Faresin   | Mapei-Quick Step               | + 10          |
| 3  | Jaan Kirsipuu    | Casino                         | + 14          |
| 4  | Fabrizio Guidi   | Polti                          | m. t.         |
| 5  | Marco Serpellini | Lampre-Daikin                  | m. t.         |
| 6  | Ludovic Capelle  | Home Market-Ville de Charleroi | m. t.         |
| 7  | Fabio Baldato    | Ballan-Alessio                 | m. t.         |
| 8  | Léon van Buen    | Rabobank                       | m. t.         |
| 9  | Andreï Tchmil    | Lotto                          | m. t.         |
| 10 | Aart Vierhouten  | Rabobank                       | m. t.         |